# 生活ほっとモーニング事件
生活ほっとモーニング事件（せいかつほっとモーニングじけん）とは訂正放送制度と訂正放送請求権に関する日本の事件、訴訟。

## 概要
1996年6月にNHK総合テレビジョンの番組『生活ほっとモーニング』で中高年夫婦の離婚をテーマにした番組を放送した際に、埼玉県で学習塾を経営する女性の元夫が素顔で出演し、女性との離婚問題が取り上げられたが、「理由がわからないまま妻から突然離婚を切り出され、やむなく離婚したが、離婚後4年を経過した本件放送時でもその理由がわからない」旨を述べた。
この放送に対し、女性は本件放送は事実ではなく、名誉とプライバシーを侵害するとしてNHKに対して、慰謝料等約400万円の支払いと訂正・謝罪放送を求める訴訟を起こした。
1998年11月19日に東京地方裁判所は名誉毀損等の成立を否定して請求を棄却した。これに対し女性が控訴し、2001年7月18日に東京高等裁判所は「番組は女性が夫に対する思いやりのない、自己中心的な人間であるかのような印象を与える」として、女性が番組後に友人らから人格を非難されたり学習塾の生徒がやめるなどの影響が出たと指摘し、「離婚は極めてプライベートな事柄であり、関係者が特定されないような方法を取るか、双方への取材を尽くして真実の把握に努めるべきだ」として、NHKに対して130万円の支払いと訂正報道を命じる判決を言い渡した。裁判で放送法で定められた訂正放送を放送事業者に命じられた初のケースとなった。これに対し、NHKが上告した。
2004年11月25日に最高裁判所は「放送法は訂正放送への裁判所の関与を定めておらず、放送内容の真実性の補償と、表現の自由の観点から自律的な訂正放送を義務付けている」との判断を示し、訂正放送の請求を退ける一方で慰謝料などの30万円の支払い命令については支持し、女性の一部勝訴が確定した。
NHKは最高裁判決を受け11月26日午前に放送法に基づく訂正放送を自主的に行い、問題となった総合テレビの番組『生活ほっとモーニング』の中で約5分間字幕を使って「妻が突然離婚を言い出したのではない」等の事実関係を訂正し、キャスターが「名誉を傷つける結果となったことを深くお詫びします」と謝罪した。